# Emily Mortimer
Emily Kathleen Mortimer (født 1. december 1971 i London) er en britisk skuespiller.
Emily Mortimer er blandt andet kendt for sine roller i Elizabeth (1998), Match Point (2005), Lars and the Real Girl (2007) og Shutter Island (2010). Hun var tillige med i det første afsnit af den britiske kriminalserie Midsomer Murders i en større rolle.
Mortimer har to børn sammen med sin ægtefælle skuespilleren Alessandro Nivola.

## Udvalgt filmografi

### Film
| År   | Titel                       | Rolle                              | Noter                    |
| ---- | --------------------------- | ---------------------------------- | ------------------------ |
| 1996 | The Ghost and the Darkness  | Helana Patterson                   |                          |
| 1996 | The Last of the High Kings  | Romy Thomas                        |                          |
| 1997 | The Saint                   | Kvinde på fly                      |                          |
| 1998 | Elizabeth                   | Kat Ashley                         |                          |
| 1998 | Killing Joe                 |                                    | Short film               |
| 1999 | Notting Hill                | Will's "Perfect Girl"              |                          |
| 2000 | Scream 3                    | Angelina Tyler                     |                          |
| 2000 | Love's Labour's Lost        | Katherine                          |                          |
| 2000 | The Miracle Maker           | Mary of Nazareth                   | Stemmerolle              |
| 2000 | Disney's The Kid            | Amy                                |                          |
| 2001 | Lovely and Amazing          | Elizabeth Marks                    |                          |
| 2001 | The 51st State              | Dakota Parker                      |                          |
| 2003 | A Foreign Affair            | Angela Beck                        |                          |
| 2003 | Nobody Needs to Know        | Emily                              |                          |
| 2003 | The Sleeping Dictionary     | Cecil                              |                          |
| 2003 | Bright Young Things         | Nina Blount                        |                          |
| 2003 | Young Adam                  | Cathie Dimly                       |                          |
| 2004 | Dear Frankie                | Lizzie                             |                          |
| 2004 | Howl's Moving Castle        | Young Sophie (stemme)              | Engelsk dub              |
| 2005 | Match Point                 | Chloe Hewett Wilton                |                          |
| 2006 | Paris, je t'aime            | Frances                            | Segment: "Père-Lachaise" |
| 2006 | The Pink Panther            | Nicole Durant                      |                          |
| 2007 | Lars and the Real Girl      | Karin                              |                          |
| 2007 | Chaos Theory                | Susan Allen                        |                          |
| 2008 | Transsiberian               | Jessie                             |                          |
| 2008 | Redbelt                     | Laura Black                        |                          |
| 2009 | The Pink Panther 2          | Nicole Durant                      |                          |
| 2009 | Harry Brown                 | Detective Inspector Alice Frampton |                          |
| 2009 | City Island                 | Molly Charlesworth                 |                          |
| 2010 | Shutter Island              | Rachel Solando                     |                          |
| 2010 | Leonie                      | Leonie Gilmour                     |                          |
| 2011 | Cars 2                      | Holley Shiftwell                   | Stemmerolle              |
| 2011 | Our Idiot Brother           | Liz                                |                          |
| 2011 | Hugo                        | Lisette                            |                          |
| 2014 | Rio, I Love You             | Dorothy                            | Segment: "La Fortuna"    |
| 2015 | Ten Thousand Saints         | Di                                 |                          |
| 2016 | Spectral                    |                                    |                          |
| 2016 | The Sense of an Ending      |                                    | I post-production        |
| 2018 | Mary Poppins vender tilbage |                                    |                          |

### Television
| År      | Titel                        | Rolle                    | Noter                                     |
| ------- | ---------------------------- | ------------------------ | ----------------------------------------- |
| 1994    | Under the Hammer             | Angela                   | Episode: "The Virgin of Vitebsk"          |
| 1994    | Blue Heelers                 | Kelly                    | Episode: "Skin Deep"                      |
| 1995    | Sharpe's Sword               | Lass                     | TV film                                   |
| 1995    | The Glass Virgin             | Annabella Lagrange       | 3 episoder                                |
| 1995    | Screen Two                   | Amanda Ellis             | Episode: "A Very Open Prison"             |
| 1996    | Lord of Misrule              | Emma                     | film                                      |
| 1996    | Ruth Rendell Mysteries       | Elvira                   | Episode: "Heartstones"                    |
| 1996    | Silent Witness               | Fran                     | 2 episoder                                |
| 1996    | Jack and Jeremy's Real Lives | Tilly                    | Episode: "Aristocrats"                    |
| 1996    | No Bananas                   | Una                      | 6 episoder                                |
| 1997    | Midsomer Murders             | Katherine Lacey          | Episode: "The Killings at Badger's Drift" |
| 1997    | A Dance to the Music of Time | Polly Duport             | Episode: "Post War"                       |
| 1998    | Cider with Rosie             | Miss Flynn               | film                                      |
| 1998    | Coming Home                  | Judith Dunbar            | film                                      |
| 1999    | Noah's Ark                   | Esther                   | 3 episoder                                |
| 2002    | Jeffrey Archer: The Truth    | Diana, Princess of Wales | film                                      |
| 2007    | 30 Rock                      | Phoebe                   | 3 episoder                                |
| 2012–14 | The Newsroom                 | Mackenzie McHale         | 25 episoder                               |
| 2014–15 | Doll & Em                    | Emily                    | 12 episoder; også skaber og forfatter     |

## Hædersbevisninger og nomineringer
| År   | Association                      | Kategori                                                      | Work                   | Resultat  |
| ---- | -------------------------------- | ------------------------------------------------------------- | ---------------------- | --------- |
| 2003 | Chicago Film Critics Association | Bedste kvindelige birolle                                     | Lovely & Amazing       | Nomineret |
| 2003 | Independent Spirit Awards        | Bedste kvindelige birolle                                     | Lovely & Amazing       | Vundet    |
| 2003 | Satellite Awards                 | Bedste kvindelige birolle i en film, komedie eller musical    | Lovely & Amazing       | Nomineret |
| 2004 | Empire Awards                    | Bedste britiske skuespillerinde                               | Young Adam             | Nomineret |
| 2004 | London Film Critics' Circle      | Årets bedste kvindelige birolle                               | Young Adam             | Nomineret |
| 2005 | London Film Critics' Circle      | Årets britiske skuespillerinde                                | Dear Frankie           | Nomineret |
| 2007 | Detroit Film Critics Society     | Bedste kvindelige birolle                                     | Lars and the Real Girl | Nomineret |
| 2007 | Satellite Awards                 | Bedste kvindelige hovedrolle i en film, komedie eller musical | Lars and the Real Girl | Nomineret |
| 2009 | Saturn Awards                    | Bedste skuespillerinde                                        | Transsiberian          | Nomineret |